# Kanusegeln
Kanusegeln ist eine Variante des Segelsports, die aus dem Kanusport hervorgegangen ist. Kanusegelboote zählen zu den schnellsten Einhand-Segelbooten der Welt.

## Bauart

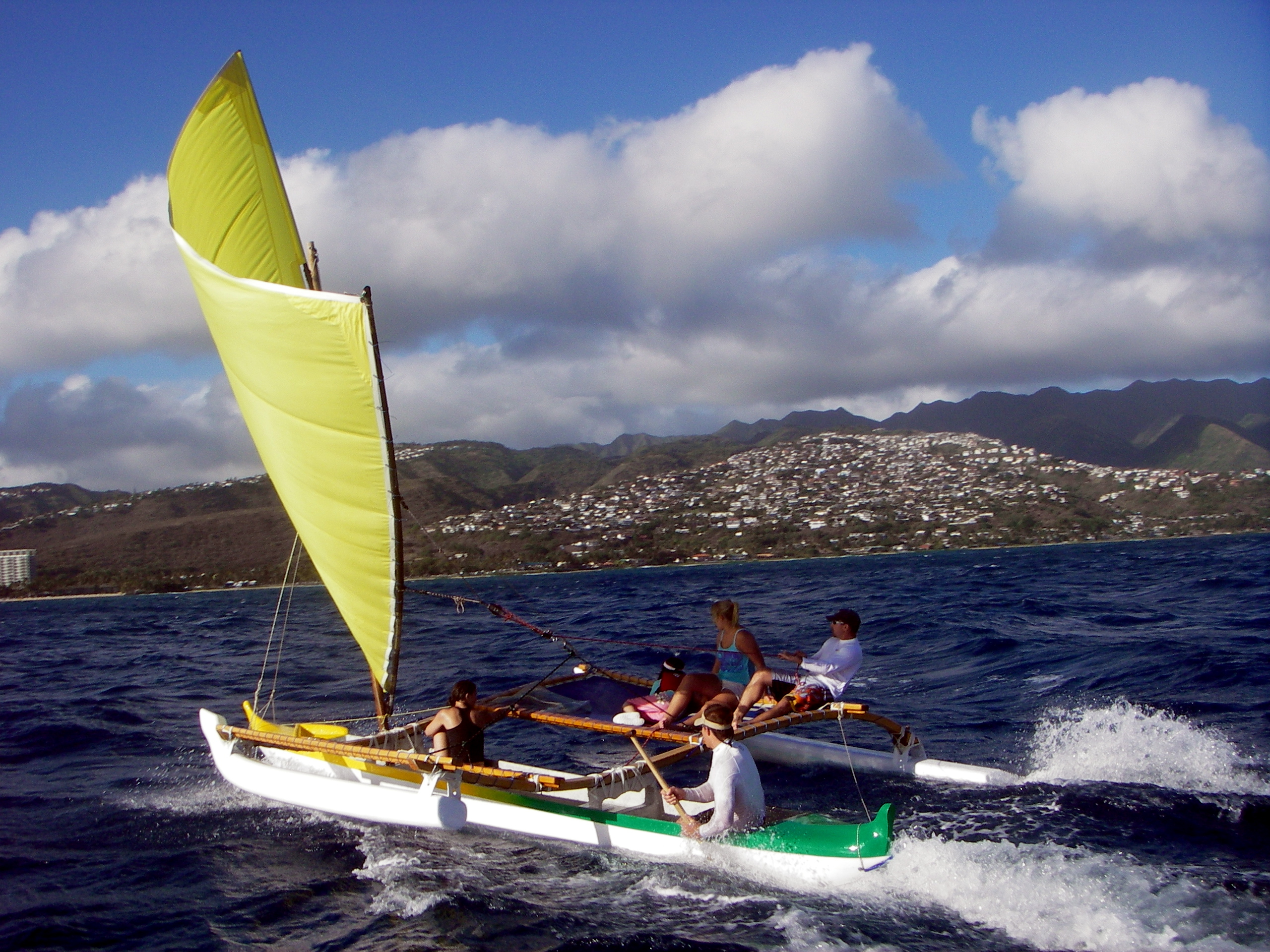
Kanusegler vor Hawaii 2007

Segelkanus haben im Gegensatz zu Jollen anstatt eines Spiegelhecks ein Spitzheck. Es gibt die nationale Klasse „Taifun“ und die internationale Klasse „IC“ (International Canoe). „IC 10“ steht für eine Segelfläche von 10 Quadratmetern. Die Boote werden im Erwachsenenbereich Einhand, Taifune im Jugendbereich aber auch mehrhändig gesegelt, sind 5,20 m lang und verfügen über ein Großsegel sowie ein Vorsegel und benötigen in manchen Revieren einen Führerschein.

## Geschichte
Maßgeblich an der Entwicklung des Segelkanus war der britische Kronanwalt und Gründer der Seepfadfinder, Warington Baden-Powell (1847–1921) beteiligt. 1871 paddelte und segelte er, im Alter von 24 Jahren, in einem Kanu auf der Ostsee mit Zwischenstopps in Deutschland, Dänemark und Schweden. Die gesammelten Erfahrungen schrieb er in seinem Buch Canoe Travelling, erschienen 1871, nieder.
In England wurden 1882 die ersten Regatten ausgetragen. Deutsche Meisterschaften gibt es seit 1931, Europameisterschaften werden seit 1936 und Weltmeisterschaften seit 1961 ausgetragen. Diese finden alle drei Jahre statt.

## Organisation
Der Kanusegelsport ist international in der International Canoe Federation (ICF) zusammengeschlossen.
In Deutschland ist der Kanusegelsport sowohl im Deutschen Kanu-Verband (DKV) als auch im Deutschen Segler-Verband (DSV) organisiert. Die Fachabteilung Kanusegeln im DKV konstituierte sich am 17. November 1973, und am 17. Dezember 1974 wurden vom DSV die Klassenvereinigungen der Bootsklassen „IC“ (Code-Nr. 510) und „Taifun“ (Code-Nr. 511) anerkannt.